# Адолф Бастиан
Адолф Бастиан (на немски: Philipp Wilhelm Adolf Bastian) е немски лекар, етнограф и пътешественик.

## Биография
Роден е на 26 юни 1826 година в Бремен, Германия. Изучава юриспруденция в Хайделберг, а след това медицина и естествени науки в Берлин, Йена и Вюрцбург. През 1950 г. започва да плава с кораби като корабен лекар. Обикаля Африка, Индия, Южна Америка и Австралия. От 1966 г. е професор в Берлинския университет. Той е и един от основателите на Берлинския етнографски музей. Проучва сравнителната психология на народите, тъй като цели 25 години обикаля по света. Създава буржоазната теория за „географските провинции“.
Умира на 2 февруари 1905 година в Порт ъф Спейн, Тринидад и Тобаго.

## Основни трудове
- „Човекът в историята“, 1860.
- „Народите на Източна Азия“, 1866 – 1871.
- „Приноси към сравнителната психология“, 1968.
- „Към науката за географските провинции“, 1986.

## За него
- Токарев С. А. История зарубежной этнографии. Москва, Наука, 1978.
- Марков Г. Е. Немецкая этнология. М., Гаудеамус, 2004.
- Бастиан, Адольф // Энциклопедический словарь Брокгауза и Ефрона: в 86 т. (82 т. и 4 доп.). СПб., 1890 – 1907.